# Příchuť zkázy
Příchuť zkázy (v anglickém originále A Taste of Armageddon) je 23. díl první řady seriálu Star Trek. Premiéra epizody proběhla 23. února 1967.

## Příběh
Hvězdného data 3192.1 kosmická loď USS Enterprise (NCC-1701) vedená kapitánem Jamesem Tiberius Kirkem doráží na orbitu planety Eminiar VII, kde se nachází civilizace válčící se sousední planetou Vendikar již přes 500 let. Na palubě Enterprise je také velvyslanec Robert Fox, který má vést diplomatickou diskuzi pro získání Eminiar VII jako spojence Federace.
Na povrchu planety Eminiar VII se výsadek s panem Spockem a kapitánem Kirkem setkává s civilizací, která sice vede válku již přes 500 let, ale pro zachování obou národů je boj veden počítačem. Radní, jakožto nejvyšší zástupce planety Eminiar VII, vysvětluje že takto ztratil i ženu a ztráty na životech jsou skutečné. Počítač určí, kde padne bomba a tamní obyvatele musí povinně nastoupit do sebevražedných komor, nazývané distruktory. Radní navíc chce využít situace v vzít výsadek jako rukojmí použitelné ve válce. Ačkoliv velící důstojník Montgomery Scott to tuší, velvyslanec Fox chce jít diplomatickou cestou za jakoukoliv cenu. Uvězněnému výsadku se daří zničit jednu z komor, ale Kirk je záhy opět dopaden. Velvyslanec Fox se transportuje na povrch, kde mu ovšem radní sdělí, že byl určen také k likvidaci. Spock spolu se členy výsadku jej osvobozuje a ničí další komoru.
Mezitím radní požaduje po Kirkovi, aby se členové Enterprise nahlásili pro likvidaci v komorách, čímž by vyrovnal počty obětí v počítačové válce a ušetřil své lidi. Kirk místo této zprávy sdělí Scottymu zprávu „Kód 24 do dvou hodin!“, což znamená, že Enterprise má zničit vše na povrchu planety do 2 hodin. Spockovi se daří osvobodit kapitána Kirka, který rozhoduje o zničení počítače Eminiaru. Válka se stala moc čistá, bez krvavých obětí a bez násilí, jak jej známe a tím ani nebyl důvod jí ukončit. Proto Kirk rozbil hlavní počítač a Eminiar tak má na výběr: buď vést skutečnou válku nebo vyjednat mír s Vendikarem. Eminiar, neznalý pravé a bolestné války, si volí mírová jednání.
Enterprise následně může volně opustit orbitu planety.